# CTR group
Skupina CTR (zkratka Cement, Transport, Real estate) je česká holdingová společnost působící v několika oblastech. Jde o oblast výroby a distribuce stavebních hmot, oblast obchodní a privátní letecké dopravy a v oblast realizace developerských projektů. Skupina CTR působí kromě Česka také na Slovensku, v Německu, Rakousku a Maďarsku.

## Oblasti působnosti

### Cement
Skladba cementové divize sestává ze tří společností (Zeocem – Slovensko, Zeocem Hungary – Maďarsko a DTG Optimus – Maďarsko) zabývajících se výrobou a prodejem zeolitových produktů a prodejem a distribucí cementu.

### Transport
Středisko letecké dopravy působící pod značkou Atmospherica Aviation zajišťuje služby privátní a obchodní letecké dopravy v rámci Evropy a Blízkého východu. Společnost provozuje šest soukromých letadel – čtyři letouny Embraer Phenom 300 (Phenom 300E) kategorie Super-Light Jet, jeden letoun Praetor 600 kategorie Super Mid-Size Jet a letoun Cessna Citation Mustang kategorie Very Light Jet. Domovskou bází společnosti je Letiště Václava Havla v Praze.

### Real estate
Od roku 1991, kdy se společnost začala věnovat také realizaci developerských projektů, byla uskutečněna již celá řada projektů zahrnujících nejen výstavbu nových bytových domů, ale také administrativních a obchodních komplexů. CTR group patří mezi první developery, kteří vytvářejí větší obytné projekty na území ČR, které nejsou stavěny za účelem jejich okamžitého prodeje, ale pronájmu. Tuto svou filosofii přenáší i do Německa a na Slovensko. Hlavními lokalitami, kde CTR group působí, jsou: Praha, Drážďany, Regensburg, Košice a Bratislava.

## Projekty
- Business centre Košice – polyfunkční budova v Košicích[4] dokončená roku 2010 s celkovou rozlohou komerčních ploch 18 000 metrů čtverečních vznikla pro účely obchodních jednání, schůzek, školení a konferencí. Je vlastněna a provozována skupinou CTR.
- Albertov Rental Apartments, Praha – projekt dokončený roku 2008 čítající 269 bytů.[5] Byty nebyly stavěny za účelem jejich následného prodeje, ale pronajímání. Je vlastněn a provozován skupinou CTR.
- Residenz am Zwinger, Drážďany – rezidenční dům nacházející se naproti drážďanskému Zwingeru. Obsahuje 190 bytů, kdy větší část je pronajímána Je vlastněn a provozován skupinou CTR.
- Marina Apartments, Regensburg – rezidenční dům s 79 nájemními byty z roku 2019 v Blízkosti Dunaje. Je vlastněn a provozován skupinou CTR.
- Rezidencia pri Radnici, Košice – projekt zahrnuje 359 bytů a obchodních prostor na hranici historického centra Košic. V atriu projektu je umístěna historicky první Lavička Václava Havla.[6] na Slovensku.
- Rezidencia Albelli, Košice – rezidenční komplex s 298 byty se nachází v lokalitě na okraji historického centra Košic.
- Viktoria Center Praha – rezidenční projekt se 180 byty, který se nachází v samém srdci Žižkova, přímo u stadionu Viktoria Žižkov.[7]
- Ve fázi příprav nebo v procesu výstavby jsou dále projekty Marina Garden[8] v Drážďanech, Watsonova v Košicích a Karloveské terasy v Bratislavě.
- Skupina CTR realizovala také developerské projekty, které již byly kompletně dokončeny a vyprodány. Jsou jimi: Sladkovského – Praha 3, Palmovka – Praha 8, Francouzská – Praha 10, Ruská – Praha 10, Křižíkova – Praha 8, Kobylisy I – Praha 8, Rezidence Výhledová – Praha 5, Atrium Kobylisy – Praha 8, Haus Merkur I – Drážďany, Panorama Pražačka – Praha 3 a Boulevard am Wall I – Drážďany.